# Pàvel Koltxin
Pàvel Koltxin   (Iaroslavl, 9 de gener de 1930 - Otepää, 29 de desembre de 2010) fou un esquiador de fons soviètic.

## Biografia
Va néixer el 9 de gener de 1930 a la ciutat de Iaroslavl, població situada en aquell moment a l'URSS i que avui en dia forma part de Rússia dins de la província del mateix nom.
Es casà amb Alevtina Kóltxina, també esquiadora de fons, que guanyà al llarg de la seva carrera 5 medalles olímpiques, amb la qual tingué el saltador Fiódor Koltxin.

## Carrera esportiva
Destacat membre de l'equip d'esquí del Dinamo de Moscou, participà en els Jocs Olímpics d'Hivern de 1956 celebrats a Cortina d'Ampezzo (Itàlia) en les proves d'esquí de fons, on aconseguí guanyar la medalla d'or en la prova de relleus 4x10 km i les medalles de bronze en les proves de 15 i 30 km. Le seva medalla de bronze aconseguida en la prova de 15 quilòmetres es convertí en la primera medalla aconseguida per un no escandinau (Noruega, Suècia i Finlàndia) en una prova olímpica d'esquí de fons. Posteriorment en els Jocs Olímpics d'Hivern de 1964 realitzats a Innsbruck (Àustria) aconseguí guanyar la medalla de bronze en la prova de relleus 4x10 km i finalitzà sisè en la prova de 15 km.
En el Campionat del Món d'esquí de fons aconseguí guanyà tres medalles de plata l'any 1958 a Lahti en les proves de 15, 30 i relleus 4x10 quilòmetres. Així mateix en l'edició de 1962 disputada a Zakopane aconseguí el bronze en la prova de relleus 4x10 km.
Una vegada retirat exercí d'entrenador de la selecció soviètica de 1968 a 1976. Després es va traslladar amb la seva dona a Estònia, on va continuar les seves activitats d'entrenador i va obtenir la ciutadania el 1996.
Al llarg de la seva carrera esportiva fou guardonat amb l'Orde de la Bandera Roja del Treball en dues ocasions, els anys 1957 i 1972; i amb l'Orde de la Insígnia d'Honor el 1970.